# Siegfried Rapp (Verleger)

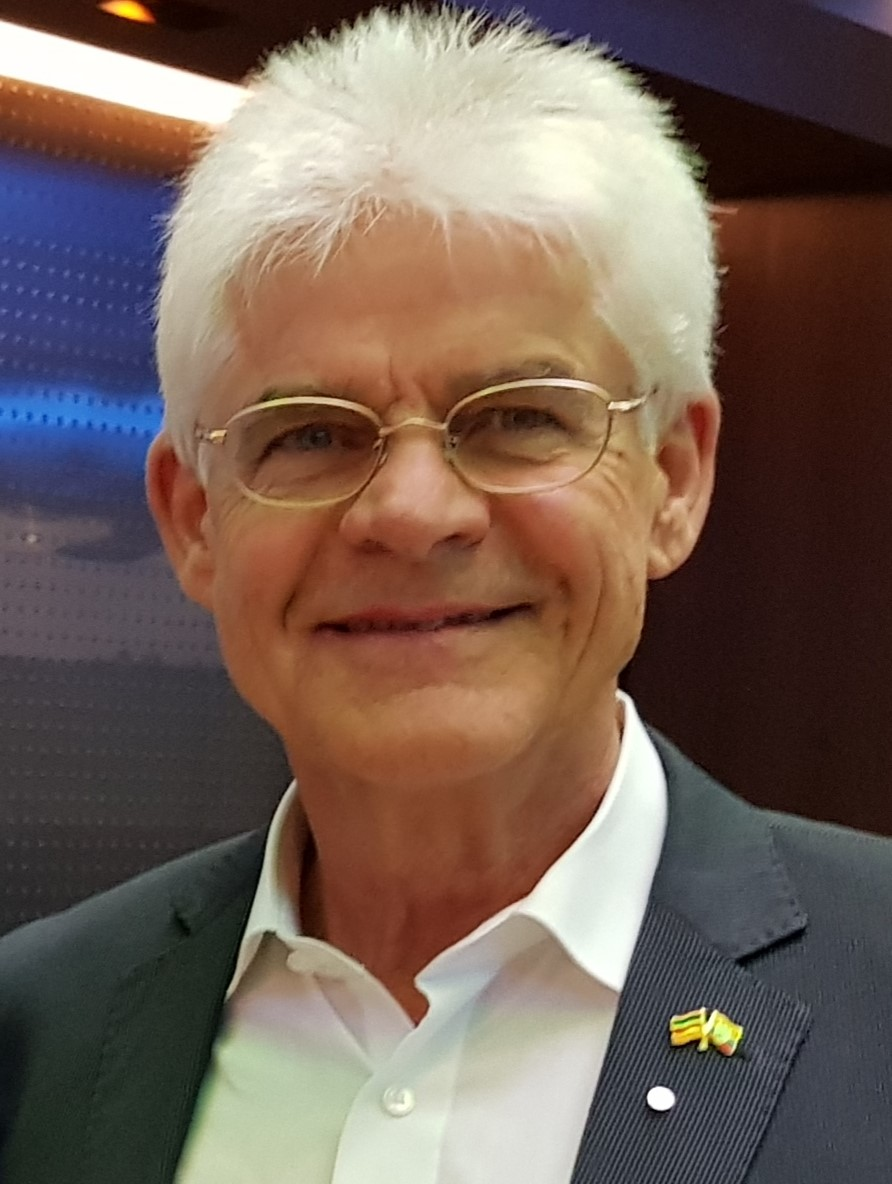
Siegfried Rapp (2020)

Siegfried Rapp (* 3. Mai 1952 in Echterdingen; † 8. Dezember  2022) war ein deutscher Instituts- und Verlagsgründer, Autor, Herausgeber sowie Honorarkonsul. Rapp war Mediator und Gründer und Leiter des LIKOM – Ludwigsburger Institut für Konfliktmanagement, Mediation und Seminare. Seit März 2014 vertrat er als Honorarkonsul die Republik Ecuador in Baden-Württemberg mit Sitz in Ludwigsburg.

## Werdegang
Nach dem Abitur am Paracelsus-Gymnasium in Stuttgart-Plieningen im Jahr 1972 absolvierte Rapp das grundständige Realschullehrerstudium (Germanistik und evangelische Theologie) an der Pädagogischen Hochschule Ludwigsburg. Nach zwei Jahren Lehramtspraxis an der differenziert-integrativen Gesamtschule in Stuttgart-Neugereut ließ er sich für fünf Jahre beurlauben. In dieser Zeit absolvierte Rapp den Diplomstudiengang Erwachsenenbildung an der Pädagogischen Hochschule Ludwigsburg. Im Rahmen dieses Zweitstudiums verbrachte er 1984 ein Jahr in Nicaragua, um in der Hauptstadt Managua am Kulturministerium von Ernesto Cardenal seine später publizierte Diplomarbeit zu verfassen.
Darauf folgte eine siebenjährige Lehrtätigkeit an der Gesamtschule Stuttgart-Neugereut. Danach wurde Rapp im Rahmen des Lehrerprogramms zur Professionalisierung der Volkshochschulen für zehn Jahre als Fachbereichsleiter an die Volkshochschule Ludwigsburg delegiert. Er begann danach die Fortbildung zum Mediator und beendete diese erfolgreich im Jahr 2002. Seit dieser Zeit war Rapp selbständig als Mediator tätig. Im September 2004 folgte die Gründung des LIKOM – Ludwigsburger Institut für Konfliktmanagement, Mediation und Seminare.
Seit 1977 verbrachte Rapp vielfältige Studien- und Projektaufenthalte in Lateinamerika, von Mexiko bis Feuerland. Er wurde am 19. März 2014 zum Honorarkonsul der Republik Ecuador in Baden-Württemberg ernannt. Auf Rapps Initiative als Honorarkonsul begründete Ludwigsburg mit der viertgrößten Stadt Ecuadors, Ambato, im Jahr 2017 eine offizielle Klimapartnerschaft. 2019 wurde ihm der Titel „Ehrenbürger von Ambato“ verliehen.

## Privates
Rapp hatte zwei Kinder und war verheiratet mit der Rechtsanwältin und ehemaligen Bundestagsabgeordneten Ingrid Hönlinger. Er lebte in Ludwigsburg.

## Mitgliedschaften
Rapp war von 2004 bis 2010 für die Grünen Mitglied des Ludwigsburger Gemeinderats. Seit 2007 war er Mitglied beim Bundesverband Mediation und war von 2007 bis 2017 Mitglied im Schlichtungsteam von Amnesty International Deutschland. Im Jahr 2020 war er Gründungsmitglied des Vereins Deutsch-Ecuadorianische Gesellschaft (DEG).

## Veröffentlichungen
Als Autor
- Wir erinnern uns an die Zukunft. Hänsel-Hohenhausen, Egelsbach 1992, ISBN 3-89349-417-0.
- Kuss oder Schluss. winwinverlag, Ludwigsburg 2008, ISBN 978-3-9812142-0-8.
- Vom Liebesbänkle zur Revolution. winwinverlag, Ludwigsburg 2021, ISBN 978-3-9812142-6-0.
- Von der Revolution zum Honorarkonsul. winwinverlag, Ludwigsburg 2022, ISBN 978-3-9812142-7-7.
- Vom Honorarkonsul zum Lebenskreis. winwinverlag, Ludwigsburg 2022, ISBN 978-3-9812142-8-4.

Als Herausgeber
- Mediation: Konflikte anders lösen. winwinverlag, Ludwigsburg 2011, ISBN 978-3-9812142-1-5.
- Mediation: Kompetent. Kommunikativ. Konkret Band 1. winwinverlag, Ludwigsburg 2012, ISBN 978-3-9812142-2-2.
- Mediation: Kompetent. Kommunikativ. Konkret Band 2. winwinverlag, Ludwigsburg 2012, ISBN 978-3-9812142-3-9.
- Mediación en Alemania. winwinverlag, Ludwigsburg 2013, ISBN 978-3-9812142-4-6.
- Mediation als Schlüssel zur Politik des Gehörtwerdens. winwinverlag, Ludwigsburg 2014, ISBN 978-3-9812142-5-3.